# Kimia Alizadeh
Kimia Alizadeh Zonouzi (کیمیا علیزاده زنوزی; Karaj, 10 juli 1998) is een Iraans taekwondoka.
Ze won in de klasse tot 57 kilo een bronzen medaille op de Olympische Zomerspelen 2016. Ze was daarmee de eerste Iraanse vrouw die een olympische medaille won. Op het wereldkampioenschap taekwondo won ze in 2015 een bronzen en in 2017 een zilveren medaille. Alizadeh won ook een bronzen medaille op de Aziatische kampioenschappen taekwondo in 2018.
In januari 2020 maakte ze via Instagram bekend haar land te verlaten en ging in Nederland trainen.